# Élizabeth Giguère
Élizabeth Giguère (née le 8 mai 1997) est une joueuse de hockey sur glace canadienne qui évolue au sein de la Charge d'Ottawa dans la Ligue professionnelle de hockey féminin (LPHF). Elle a aussi joué pour les Sirens de New York de la LPHF, le Pride de Boston de la Fédération première de hockey (FPH) et en université avec les Golden Knights de Clarkson et les Bulldogs de Minnesota-Duluth. Elle remporte le prix Patty Kazmaier en 2020 .

## Carrière professionnelle
Le 28 juillet 2022 elle signe un contrat d'un an avec le Pride de Boston de la Fédération première de hockey (FPH). Lors de sa première et unique saison au FPH, elle enregistre 22 points en 18 matchs et signe avec avec la Force de Montréal durant l'intersaison. Cependant, elle ne rejoint jamais cette formation car la FPH est dissoute et cède sa place à la Ligue professionnelle de hockey féminin (LPHF).
Elle est repêchée au 5e tour le 18 septembre 2023 par l'équipe de New York lors du repêchage de la LPHF 2023. Le 3 novembre 2023, elle signe un contrat d'un an avec New York. Au cours de la saison 2024-2025, elle enregistre deux buts et deux passes décisives en 29 matchs. Le 19 juin 2025, elle signe un contrat d'un an avec la Charge d'Ottawa,.